# ليونارد وولف (شاعر)
ليونارد وولف (بالإنجليزية: Leonard Wolf)‏ (1 مارس 1923 - 20 مارس 2019)؛ روائي أمريكي.